# Менно (Південна Дакота)
Менно (англ. Menno) — місто (англ. town) в США, в окрузі Гатчинсон штату Південна Дакота. Населення — 614 особи (2020).

## Географія
Менно розташоване за координатами 43°14′19″ пн. ш. 97°34′41″ зх. д. / 43.23861° пн. ш. 97.57806° зх. д. (43.238587, -97.578088).  За даними Бюро перепису населення США в 2010 році місто мало площу 1,35 км², уся площа — суходіл.

### Клімат
| Клімат : Менно        | Клімат : Менно | Клімат : Менно | Клімат : Менно | Клімат : Менно | Клімат : Менно | Клімат : Менно | Клімат : Менно | Клімат : Менно | Клімат : Менно | Клімат : Менно | Клімат : Менно | Клімат : Менно | Клімат : Менно |
| Показник              | Січ.           | Лют.           | Бер.           | Квіт.          | Трав.          | Черв.          | Лип.           | Серп.          | Вер.           | Жовт.          | Лист.          | Груд.          | Рік            |
| Середній максимум, °C | −1,7           | 0,6            | 7,2            | 16,7           | 22,8           | 27,8           | 31,1           | 30,0           | 25,6           | 18,3           | 7,8            | 0,0            | 15,6           |
| Середній мінімум, °C  | −13,9          | −11,7          | −5             | 1,7            | 8,3            | 14,4           | 16,7           | 15,6           | 10,0           | 3,3            | −4,4           | −11,1          | 2,1            |
| Норма опадів, мм      | 13             | 18             | 36             | 58             | 84             | 99             | 79             | 71             | 61             | 41             | 25             | 15             | 602            |
| Днів з опадами        | 4              | 5              | 6              | 8              | 9              | 9              | 8              | 7              | 6              | 5              | 4              | 5              | 76             |
| --------------------- | -------------- | -------------- | -------------- | -------------- | -------------- | -------------- | -------------- | -------------- | -------------- | -------------- | -------------- | -------------- | -------------- |
| Джерело: Weatherbase  |                |                |                |                |                |                |                |                |                |                |                |                |                |

## Демографія
Згідно з переписом 2010 року, у місті мешкало 608 осіб у 285 домогосподарствах у складі 173 родин. Густота населення становила 451 особа/км².  Було 327 помешкань (242/км²).
Расовий склад населення:
| - 98,7 % — білих - 0,5 % — корінних американців |

До двох чи більше рас належало 0,8 %. Частка іспаномовних становила 0,8 % від усіх жителів.
За віковим діапазоном населення розподілялося таким чином: 15,0 % — особи молодші 18 років, 44,7 % — особи у віці 18—64 років, 40,3 % — особи у віці 65 років та старші. Медіана віку мешканця становила 57,1 року. На 100 осіб жіночої статі у місті припадало 85,9 чоловіків;  на 100 жінок у віці від 18 років та старших — 85,3 чоловіків також старших 18 років.
Середній дохід на одне домашнє господарство  становив 42 973 долари США (медіана — 33 315), а середній дохід на одну сім'ю — 59 128 доларів (медіана — 46 500). Медіана доходів становила 34 643 долари для чоловіків та 30 469 доларів для жінок. За межею бідності перебувало 16,1 % осіб, у тому числі 31,5 % дітей у віці до 18 років та 17,7 % осіб у віці 65 років та старших.
Цивільне працевлаштоване населення становило 235 осіб. Основні галузі зайнятості: освіта, охорона здоров'я та соціальна допомога — 26,0 %, виробництво — 16,2 %, роздрібна торгівля — 15,3 %.